# Jarząb domowy
Jarząb domowy (Sorbus domestica L. lub (w zależności od ujęcia) Cormus domestica (L.) Spach) – gatunek drzew z rodziny różowatych.

## Rozmieszczenie geograficzne
Gatunek występuje w południowej, środkowej i wschodniej Europie, w zachodniej części Azji (rejon Kaukazu) i północno-zachodniej Afryce.

## Morfologia

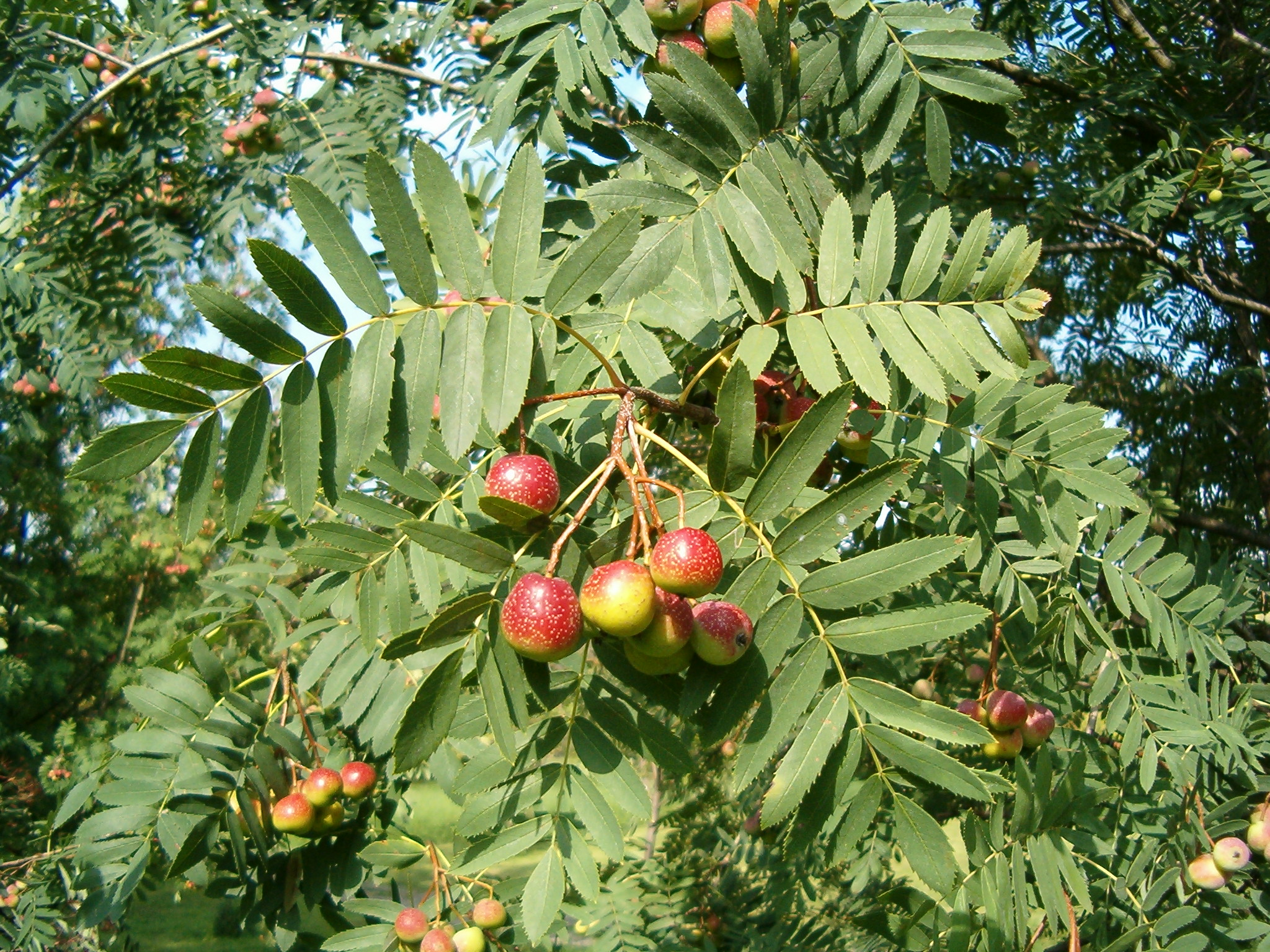
Owoce

PokrójDorasta do 13–15 m wysokości.
LiścieNieparzystopierzaste o listkach kształtu jajowatego, spodem omszone.
KwiatyPodobne jak u gatunku jarząb pospolity (Sorbus aucuparia), lecz większe.
OwoceTypu gruszkowatego w kolorze żółtym, od strony słonecznej przebarwiające się na czerwono.

## Systematyka
Gatunek wyodrębniany jest do własnego, monotypowego rodzaju Cormus jako C. domestica (L.) Spach.

## Zastosowanie
- Owoce jadalne na surowo oraz pod postacią przetworów. Używane również na nalewki.
- Drzewo dostarcza drewna wykorzystywanego w meblarstwie i w snycerstwie.